# NGC 2441

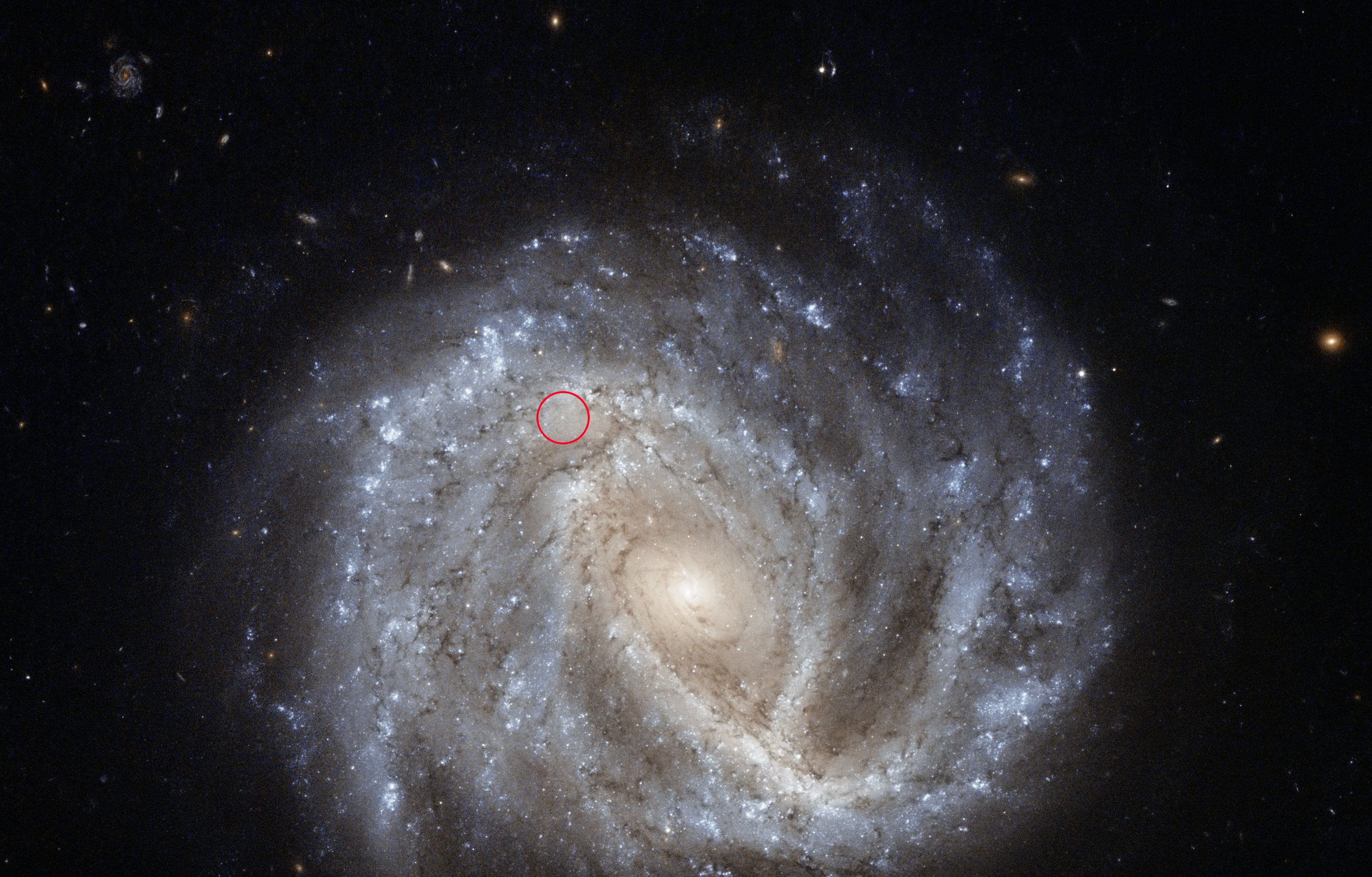
Trong hình ảnh Kính viễn vọng Không gian Hubble của NGC 2441 này, siêu tân tinh SN1995E là điểm trắng trong vòng tròn màu đỏ.

NGC 2441 là một thiên hà xoắn ốc dạng thanh nằm trong chòm sao phía bắc của Lộc Báo. Siêu tân tinh loại 1a, SN1995E, xảy ra vào NGC 2441 và các quan sát cho thấy nó có thể hiển thị tiếng vang ánh sáng, trong đó ánh sáng từ siêu tân tinh được phản xạ từ vật chất dọc theo tầm nhìn của chúng ta, khiến nó dường như "dội lại" từ nguồn phát. Đường kính của thiên hà khoảng 130.000 năm ánh sáng.